# 3% (3.ª temporada)
A terceira temporada de 3%, série brasileira de drama e ficção científica da Netflix, estreou em 7 de junho de 2019 com 8 episódios. A série foi desenvolvida por Pedro Aguilera e a direção foi de Philippe Barcinski, Daina Giannecchini, Jotagá Crema e Dani Libardi. 
A série conta com Bianca Comparato, Rodolfo Valente, Vaneza Oliveira, Rafael Lozano, Cynthia Senek, Laila Garin, Thais Lago e Bruno Fagundes no elenco principal.

## Sinopse
Michele realiza o sonho de uma das fundadoras e ergue a Concha, uma alternativa ao Maralto e ao Continente. Neste local, há um trabalho em conjunto para fazer algo bom para todos, em uma utopia que reflete bastante a ideia inicial do próprio Maralto. Mas nem tudo sai como planejado e a Concha entra em uma caótica situação e além disso, está na mira dos líderes do Maralto. 

## Elenco e personagens

### Principal
- Bianca Comparato como Michele Santana (8 episódios)
- Vaneza Oliveira como Joana Coelho	(8 episódios)
- Rodolfo Valente como Rafael Moreira (8 episódios)
- Rafael Lozano como Marco Álvares (8 episódios)
- Cynthia Senek como Glória (8 episódios)
- Bruno Fagundes como André Santana (8 episódios)
- Thais Lago como Elisa (8 episódios)
- Laila Garin como Marcela Álvares (8 episódios)

### Elenco de apoio

#### Participação especial
- Fernanda Vasconcellos como Laís (2 episódios)
- Silvio Guindane como Elano (2 episódios)
- Ney Matogrosso como Leonardo Álvares (7 episódios)
- Zezé Motta como Nair (4 episódios)

#### Elenco recorrente
- Amanda Magalhães como Natália (8 episódios)
- Fernando Rubro como Xavier Toledo (8 episódios)
- Léo Belmonte como Arthur (7 episódios)
- Guilherme Zanella como Tadeu (7 episódios)
- Kaique de Jesus como Ricardo (5 episódios)
- Felipe e Guilherme Rodilha como Mauricio Álvares (5 episódios)
- Indira Nascimento como Regiane (4 episódios)

#### Convidados
- Rafael Losso como Otávio Bernardes (3 episódios)
- Roberta Calza como Ivana (2 episódios)
- Fernando Sampaio como Noel (2 episódios)
- Tamirys O'Hanna como Marta (2 episódios)
- Mariana Leme como Paloma (2 episódios)
- Adriano Bolshi como Wander (2 episódios)
- Daniel Veiga como Felipe (1 episódio)
- Dárcio de Oliveira como Antônio Carvalho (1 episódio)
- Bruno Rocha como Paulo (1 episódio)
- Thaís Ferrara como Valéria (1 episódio)
- Rafael Imbroisi como Irmão Rafael (1 episódio)
- Dani Nefussi como Mãe de Rafael (1 episódio)
- José Victor Pires como Candidato Carlos (1 episódio)
- Thainá Duarte como Tânia (1 episódio)
- Fernanda Stefanski como Conselheira Patricia (1 episódio)
- Palomaris Mathias Mansel como Conselheira Simone (1 episódio)
- Igor Phelipe como Conselheiro Wagner (1 episódio)
- Ernani Sanchez como Conselheiro Renato (1 episódio)
- Camilla Ferreira como Veronica (1 episódio)
- Monica Augusto como Suzanna (1 episódio)
- Marina Mathey como Ariel (1 episódio)

## Produção
Em 4 de junho de 2018, a série foi renovada para uma terceira temporada, que foi lançada em 7 de junho de 2019. A terceira temporada teve como novo local de filmagem a unidade de conservação Dunas do Rosado, no Porto do Mangue, no Rio Grande do Norte, utilizada para as cenas da "Concha".

## Episódios
| N.º na série | N.º na temp. | Título                  | Dirigido por       | Escrito por                          | Lançamento         |
| --- | ------------ | ----------------------- | ------------------ | ------------------------------------ | ------------------ |
| 19 | 1            | "Capítulo 01: Areia"    | Daina Giannecchini | Denis Nielsen & Pedro Aguilera       | 7 de junho de 2019 |
| Michele consegue construir a Concha, uma alternativa tanto para o Maralto quanto para o Continente. Quando ela liga a energia pela primeira vez, as reações variam em outros lugares. Joana diz que eles são apenas mais um inimigo; O pai de Fernando alerta as pessoas para não irem lá; Marco contempla a luz enquanto um de seus tenentes comenta que vão perder força; e Marcela e Nair assistem do Maralto. Algum tempo depois, Fernando foi morto por extremistas pró-Maralto ao tentar convidar pessoas para a Concha e sua cadeira de rodas fica exposta no local como um monumento a ele; Elisa e Rafael estão entre os moradores, agora que o status de Rafael como integrante da Causa foi revelado para o Maralto. Elisa atua como enfermeira e Rafael bebe e não faz nada o dia todo, além de zelar pelo irmãozinho Artur. Marco foi morar com o filho Mauricio também. Um dia, Joana visita o local e Xavier, morador que pertence a uma família cujos membros nunca puderam passar no Processo, mostra-lhe o local e ela faz questão de saber mais sobre o gerador da instalação. Uma grande tempestade de areia assola a Concha, danificando seus mecanismos vitais, incluindo o sistema de coleta de água, mas Michele implora que os moradores juntem forças e reconstruam o local, já que seus suprimentos ainda estão intactos. No entanto, durante a vez de Xavier cuidando deles, ele é trancado em uma sala por um drone da Concha e alguém rouba quase toda a comida. A tensão aumenta entre os residentes à medida que a insustentabilidade da Concha se torna óbvia. Marco oferece a Michele a lista de 20 pessoas que deixaram a Concha na noite em que os suprimentos foram roubados e sugere que eles vão atrás delas para recuperar os suprimentos. Gloria, por outro lado, recomenda que ela implemente um novo processo para decidir quem é digno de ficar. Além disso, André e Marcela ficam sabendo da situação e se oferecem para recuperar o local em troca da cessão do controle para o Maralto. Michele acaba decidindo iniciar um processo de seleção para salvar a Concha, reduzindo seus habitantes a 10%. Quem fica deve ajudar a reconstruí-lo para que, mais tarde, todos sejam bem vindos novamente. Como primeiro teste de seleção, as pessoas são orientadas a retirar seus registros para cortar todos os laços com o Maralto, levando alguns a abandonar a seleção e, consequentemente, a Concha. Elisa oferece a Marco para ser listado entre os residentes que precisam de tratamento médico e, consequentemente, estão dispensados da seleção, mas ele se recusa. Joana agarra dela o comunicador de Michele e usa sua concha para tirar seu registro, prometendo ficar apenas "para vê-la cair". |              |                         |                    |                                      |                    |
| 20 | 2            | "Capítulo 02: Lâmina"   | Dani Libardi       | Carol Rodrigues                      | 7 de junho de 2019 |
| Joana reúne todos os ex-integrantes da Causa e revela que quer usar o gerador da Concha para destruir o Maralto com um PGA, mas Natália inicialmente reluta e ainda acredita na Concha. Michele conta a Joana sobre a oferta de Marcela e que ela a recusou, e que a seleção é a solução para salvar a Concha, mas Joana confia ainda menos em Michele agora que sabe que ela está em contato com o Maralto. Joana, Marco e Rafael passam na próxima prova onde têm que trabalhar em trio para superar coletivamente as deficiências temporárias a que cada um está sujeito. O próximo teste elimina as pessoas com base em como elas reagem ao fracasso; Otávio perde o juízo por ter falhado e ameaça matar Michele com uma lâmina. Joana consegue dissuadi-lo, mas Rafael entra na sala e a tensão volta a explodir, culminando com o corte da garganta de Michele e o suicídio de Otávio. No início do episódio, é revelado que Otávio era ex-amante de Elisa, mas o relacionamento deles chegou ao fim quando Elisa foi aprovada no Processo e Otávio não. Joana tem uma chance de deixar Michele para morrer, mas hesita e a salva. Mais tarde, Natália reconhece que o processo seletivo atrapalha a cabeça das pessoas e concorda em ajudar Joana com seu plano. Quando Artur vai dormir, ele verifica um hematoma sério no braço esquerdo. |              |                         |                    |                                      |                    |
| 21 | 3            | "Capítulo 03: Remédio"  | Daina Giannecchini | Ivan Nakamura                        | 7 de junho de 2019 |
| Um ano antes dos acontecimentos da temporada, o próprio Rafael revela a condição de seu irmão mais velho como membro da Causa, obrigando-o a agarrar Elisa e fugir. Rafael volta para casa para se abrigar, mas sua mãe o expulsa. Artur o segue e implora que cuide dele, já que ele não aguenta mais morar com a mãe. De volta ao presente, Elisa tenta entrar em contato com o Maralto para checar a possibilidade de voltar, mas André atende e diz que ela não é mais bem-vinda agora que é suspeita de traição. O estado de Artur piora e ele admite que o hematoma foi causado depois de uma tentativa malsucedida de reimplantar seu registro para que um dia pudesse ir para o Maralto. Elisa o trata e percebe que o registro foi quebrado, pondo fim ao seu sonho. Enquanto se recuperava, Michele designa Elisa como sua substituta na condução do próximo teste. Sentindo-se melhor, ela retoma o trabalho de seleção e prepara mais uma etapa, que consiste em trios decidindo uma regra para expulsar alguém do trio da sala ao lado. Glória, Joana e Artur enfrentam Rafael, Natália e Marco. Depois de intensos debates, o grupo de Joana decide um critério baseado em se a pessoa já matou alguém (para que Marco seja eliminado) enquanto o grupo de Rafael propõe (sob seus protestos) um critério baseado na idade, sendo que o mais jovem deve ir embora - para que Artur seja eliminado. No final, Michele revela que terão mesmo de aplicar os seus critérios aos seus próprios grupos, resultando na eliminação de Joana e Natália. Porém, Artur acaba eliminado, também, depois que Elisa conta a Michele sobre o registro. Na saída, ele repreende Rafael e mais tarde Elisa revela que fez isso como vingança por Rafael tê-la tornado uma suspeita de traição. |              |                         |                    |                                      |                    |
| 22 | 4            | "Capítulo 04: Pato"     | Dani Libardi       | Andréa Midori Simão                  | 7 de junho de 2019 |
| Restam apenas 100 pessoas na Concha e o racionamento de refeições está ficando extremo. Michele pretende reduzir a população pela metade como última seleção. Duplas apresentam ideias de um teste e Michele escolhe um. Para Rafael e Marco, o teste é cara ou coroa, ideia de Rafael, e Marco perde. Para Gloria e Xavier, os últimos candidatos, o teste é montar uma caixa quebra-cabeça. Ambos terminam praticamente ao mesmo tempo, mas Michele decide que Xavier foi o primeiro. Marco vai morar nas ruas do Continente com Mauricio e Gloria é contada por Joana sobre a proposta de Marcela. Gloria então vai ao encontro de Marcela, que sugere a ela que ela invada a Concha, e ela é vista pela última vez se comunicando com os candidatos eliminados para revelar a proposta que Michele escondeu de todos. Em flashbacks, como o 10º Processo estava em andamento, é mostrado como o Conselho do Maralto inicial percebeu que estava ficando sem suprimentos e que um método para reduzir ainda mais a população local era urgente. O casal fundador propôs a política de esterilização que está em vigor até hoje, mas o Conselho queria ampliá-la para que atingisse também crianças nascidas no Maralto, resultando em todas elas sendo enviadas para o Continente até os 20 anos e se tornarem elegíveis para passar pelo Processo. 11 anos depois, Tânia, filha do Casal Fundador, completou 20 anos e entrou no Processo, mas foi reprovada no primeiro teste e foi eliminada apesar de implorar pela misericórdia dos pais. Logo depois, ela é vista fundando a Causa. |              |                         |                    |                                      |                    |
| 23 | 5            | "Capítulo 05: Alavanca" | Dani Libardi       | Denis Nielsen                        | 7 de junho de 2019 |
| Há um ano, após a dissolução da Milícia, Marco sai de casa com Mauricio para ir a Concha, onde registra os dois sem sobrenome. De volta ao presente, ele recorre ao roubo para alimentar o filho, mas a primeira tentativa acaba sendo espancado. Ele decide deixar a criança em casa (onde sua empregada Larissa pode cuidar dele) e se junta a Gloria, que lidera um levante contra a Concha. Ela até fantasia se tornar um novo casal fundador junto com Marco, embora ele não esteja inicialmente interessado. Joana e Natália tentam dissuadi-la de trabalhar com o Maralto, mas fogem quando Glória ameaça entregá-los à Divisão. A dupla encontra abrigo em um ônibus abandonado, onde Joana expressa frustração por desapontar tantas pessoas e admite seu envolvimento na morte de Silas, mas Natália insiste que ela se preocupa com os outros mais do que a maioria. Quase se beijam, mas Joana resiste. Logo depois, elas discutem sobre o que fazer a seguir e Natália a deixa sozinha. Gloria e dezenas de ex-habitantes da Concha marcham em direção ao local e abrem caminho enquanto os residentes restantes montam barricadas para impedi-los. Assim que Michele percebe que eles não vão resistir por muito mais tempo, ela relutantemente ativa o mecanismo de defesa da Concha (agora que o gerador está de volta e funcionando) e Marco acaba eletrocutado. Eles sobrevivem e o grupo de Gloria assume o controle da Concha enquanto Michele foge sozinha. Rafael tenta levar Elisa com ele, mas ela diz que vai ficar mesmo sob o risco de ter sua memória apagada por Marcela como um castigo por ter desertado, revelando que prefere esquecê-lo. Rafael machuca o pé enquanto foge e é forçado a se esconder dentro da Concha. Enquanto isso, é revelado que um dos conselheiros é o pai de Marcela, e ele está em decepção com o fato de seu neto Mauricio perder o registro. Marcela promete resolver a situação e preservar a honra e o legado de sua família. Ela informa a Marco que assumirá o controle da Concha em 24 horas, enquanto ele faz um discurso e é saudado pela população da Concha. Glória menciona seu sobrenome, que a multidão ecoa várias vezes e Marco aceita novamente. |              |                         |                    |                                      |                    |
| 24 | 6            | "Capítulo 06: Alçapão"  | Jotagá Crema       | Ivan Nakamura                        | 7 de junho de 2019 |
| A população da Concha exige comida e Marco oferece como recompensa para quem conseguir capturar Michelle, Joana, Rafael ou Natália. A última é pega e trancada. Enquanto isso, Elisa trata secretamente do ferimento de Rafael e é abordada por Marco e Gloria, que oferecem a ela um lugar de volta no Maralto se ela revelar o paradeiro dos fugitivos. André mais tarde a contacta e confirma a proposta. Michele chega no ônibus de Joana, mas é mandada embora. Joana investiga um pedaço do sistema de coleta de água da Concha que ela havia encontrado nas proximidades antes e percebe que foi sabotado para que a tempestade de areia o arrancasse. Ela encontra Michele desmaiada longe no deserto, a reanima e discute sua descoberta. Elas reconhecem seus próprios erros e formam uma lealdade relutante a fim de retomar a Concha, que agora é fortemente protegida por capangas de Gloria e Marco. Via rádio, Michele instrui Rafael a abrir o alçapão para que ela possa entrar secretamente, mas como ele se esforça para andar, pede a Elisa que o faça, embora ela inicialmente se recuse. Para ganhar tempo, Michele se rende e é trazida. Em flashbacks, Elisa e Otávio participam do 99º Processo e passam por uma prova em que os candidatos jantam e precisam influenciar outra pessoa a fazer algo antes de serem influenciados. André se aproxima de Elisa e lhe dá informações sobre seu alvo em troca de informações sobre Otávio, seu alvo. Elisa acaba cedendo e André consegue influenciar Otávio, fazendo com que seja eliminado. Tanto André quanto Elisa ficariam depois entre os 3%. De volta ao presente, Elisa decide não voltar a fazer o jogo do Maralto e deixa Joana entrar. |              |                         |                    |                                      |                    |
| 25 | 7            | "Capítulo 07: Jardrone" | Jotagá Crema       | Ricardo Gonçalves                    | 7 de junho de 2019 |
| Gloria oferece um tribunal contra Michele e, apesar das alegações desta última, o povo a declara culpada e Gloria decide que a sentença será mandá-la de volta ao Maralto para que seu cérebro seja apagado. Antes de ir embora, ela pede a Glória que retire a cadeira de rodas de Fernando da Concha, que agora está se tornando exatamente o oposto do que ele imaginou; Gloria mais tarde é vista chorando ao lado da cadeira. Constantemente observada pelo capanga de Marco, Wander, Elisa consegue se esgueirar e se encontrar com Joana e Rafael. Eles descobrem que uma serra específica foi usada para sabotar a Concha e Elisa aponta a data e hora exatas em que o sabotador obteve acesso à sala de ferramentas, mas o nome ainda é desconhecido. Eles suspeitam primeiro de Marco, mas Elisa diz que ele estava fazendo tratamento para seus ferimentos naquela noite. Em seguida, eles sugerem Gloria, mas Rafael verifica as imagens de segurança daquela noite e registra o som de um rebec, Gloria sendo a única pessoa na Concha capaz de tocá-lo. Elisa examina a serra em busca de DNA e apresenta uma lista de dez pessoas que tocaram na ferramenta, incluindo Rafael e Xavier. Este último é sequestrado para interrogatório e sugere que olhem para a gravação do Gardrone. Depois que Joana o captura, ela testemunha Tadeu dizendo a Glória que "eles conseguiram". Artur deduz o esconderijo de Rafael ao ver um pouco de graxa nas sandálias de Elisa e o encontra, mas se convence a ficar para ver a verdade. Quando todos olham para a filmagem de Gardrone, veem Rafael com a serra, que fica surpreso. Em flashbacks, Gloria é vista tendo sucesso no penúltimo teste do Processo. Marcela informa que Fernando está prestes a morrer após ser espancado gravemente ao tentar recrutar pessoas para a Concha e lhe dá a escolha entre continuar no Processo ou abandoná-lo para tratá-lo. Gloria escolhe a segunda opção. |              |                         |                    |                                      |                    |
| 26 | 8            | "Capítulo 08: Onda"     | Jotagá Crema       | Andréa Midori Simão & Pedro Aguilera | 7 de junho de 2019 |
| Marcela conhece o pai, que insiste que sua doença se desenvolveu por pura frustração com a falha de Marco em aprovar o processo e o cancelamento do registro de Mauricio. Rafael contesta ser o sabotador, apesar das filmagens mostrarem o contrário. Para piorar a situação, Artur diz que o testemunhou acordar e deixar os dormitórios na noite em que ocorreu a tempestade de areia. Como naquela época os registros ainda estavam ativos, ele tem uma teoria de que talvez ele fosse por controle remoto. Os registros mostram que realmente houve uma transmissão naquela época. Quando a (inaudível) transmissão é repetida, Rafael se levanta. Depois de alterar a velocidade da gravação, eles ouvem "levante-se, encontre uma serra, corte o cabo enrolado". Em flashbacks, é revelado que antes de ser vendido por seu irmão (o atual Rafael), ele foi submetido a uma investigação de memória por Marcela, que descobriu seu alinhamento com a Causa. Explorando seu trauma de matar Ivana, Marcela conseguiu criar uma mensagem codificada e subliminar que faria Rafael obedecer às ordens dela para sabotar a Concha. Rafael e Joana mostram a gravação para Marco e Glória no momento em que a Divisão chega com comida e água, mas Glória não liga, e Marco manda que fiquem trancados, e depois diz que destruiu a gravação. Marcela reimplanta um registro no Mauricio, que agora se chama Leonardo, em homenagem ao pai de Marcela. Wander tenta capturar Elisa, mas ela o tranquiliza e liberta a todos. Enquanto correm, Joana encontra Marco, que lhe devolve a gravação. Joana toca a gravação para que todos possam ouvir e a população da Concha volta-se contra a Divisão, que se vê obrigada a sair às pressas. Rafael quase é morto por um ex-companheiro de divisão, mas Artur a nocauteia e o salva. André e Michele tropeçam um no outro, reconhecem que estão cegos por suas respectivas ideologias e se dividem. Marcela fica para tentar resgatar o neto, mas é presa e trancada, não antes de Marco conta à mãe que o seu filho nunca vai para o Maralto. Ela recebe uma refeição dentro de sua gaiola e encontra entre os alimentos um bilhete dizendo que ela tem uma aliada dentro da Concha. Joana e Natália se reconciliam e se beijam. Gloria se desculpa com Michele. André e a Divisão assumem o Conselho e dizem "agora é guerra". Marco, Rafael, Xavier, Gloria, Elisa, Michele, Natália e Joana discutem um plano de defesa e combinam que devem atacar primeiro, destruindo o Maralto com um PGA, assim como o Casal Fundador fez com o Continente. |              |                         |                    |                                      |                    |